# Julia Banaś
Julia Banaś (ur. 6 czerwca 1997 r. w Częstochowie) – polska modelka.

## Życiorys
Urodzona 6 czerwca 1997 roku. Została odkryta na szkolnym korytarzu w IV Liceum Ogólnokształcącym w Częstochowie przez pracownika agencji AS Management, gdy miała 17 lat.  Po ukończeniu szkoły średniej rozpoczęła studia polonistyczne.
Pracowała dla marek Gucci, Marc Jacobs, Emporio Armani, Custo Barcelona i AllSaints, a sesje z jej udziałem publikowały m.in. Vogue, Elle, Harper’s Bazaar, K Mag, Heroine Magazine i FLAIR. Od 2016 r. mieszka w Nowym Jorku.
Wyróżniona tytułem „największy talent Glamour 2015” oraz „modelki roku 2016 Elle”. Od czerwca 2018 reprezentowana przez agencję Model Plus.